# Sonorolux
Sonorolux is een monotypisch geslacht van straalvinnige vissen uit de familie van ombervissen (Sciaenidae).

## Soort
- Sonorolux fluminis Trewavas, 1977